# Ілатовська
Іла́товська (рос. Илатовская) — присілок у складі Великоустюзького району Вологодської області, Росія. Входить до складу Ломоватського сільського поселення.

## Населення
Населення — 21 особа (2010; 55 у 2002).
Національний склад (станом на 2002 рік):
- росіяни — 98 %